# 小行星4379
小行星4379（英語：4379 Snelling）是一颗围绕太阳公转的小行星。1988年8月13日，卡罗琳·舒梅克、尤金·舒梅克在帕洛马山发现了此天体。
这颗小行星的绝对星等为172.1731338520439等。